# BIROS
BIROS (kurz für Bi-spectral InfraRed Optical System früher auch ‚Berlin InfraRed Optical System‘) ist ein Erdbeobachtungssatellit des deutschen Zentrums für Luft- und Raumfahrt, der Feuer auf der Erde (und so bspw. Waldbrände [frühzeitig]) entdecken soll.

## Weitere Einzelheiten
Der Satellit wurde am 22. Juni 2016 um 5:55 (MESZ) mit einer PSLV-Trägerrakete vom Raketenstartplatz Satish Dhawan Space Centre (zusammen mit Cartosat 2C und 18 weiteren Satelliten) in eine sonnensynchrone Umlaufbahn gebracht.
Er komplettierte das FireBIRD-Duo, ist aber keine einfache Kopie seines vier Jahre älteren Vorgängers TET-1, sondern eine weiterentwickelte Variante. Der dreiachsenstabilisierte Satellit ist mit einem aus drei Kameramodulen bestehenden Infrarotsystem zur quantitativen Analyse von Hochtemperaturereignissen ausgerüstet und soll Waldbrände und ähnliche Ereignisse entdecken. Das Kamerasystem besteht aus drei unabhängigen Zeilenkameras, davon eine im sichtbaren und (nahe) infraroten Bereich (englisch Visible Near Infrared, kurz VNIR; 0,5 µm, 0,6 µm, 0,8 µm) mit einer Auflösung von etwa 50 m und einer Schwadbreite von 210 km und zwei Infrarotkameras im mittleren (3,4 bis 4,2 µm) und langwelligen Infrarot (8,5 bis 9,3 µm) mit einer Auflösung unter 200 m und einer Schwadbreite von etwa 180 km. Der Satellit besitzt eine geplante Lebensdauer von mehr als 2,5 Jahren. Neben der eigentlichen Feuerfernerkundung dient der Satellit auch der Technologieerprobung für die Kleinsatellitentechnik. Dazu hat er neben einem neuen Kaltgasantrieb, ein Laser-Kommunikationssystem und High-Torque-Wheels auch zusätzliche Experimente an Bord. So den an der TU Berlin gebauten BEESAT-4, einen Picosatelliten der von BIROS separiert wird und mit ihm im Formationsflug über einen InterSatellite-Link kommuniziert und AVANTI, ein Experiment zur Erforschung von Formationsflügen.